# Cornales
Cornales é uma ordem de plantas angiospérmicas (plantas com flor - divisão Magnoliophyta), pertencente à classe Magnoliopsida (Dicotiledóneas - planta cujo embrião contém dois ou mais cotilédones).
No antigo sistema de classificação de Cronquist esta ordem, que compreendia as famílias Cornaceae, Garryaceae e Alangiaceae, era colocada nas rosídeas.
Esta ordem é representada por poucas espécies (cerca de uma centena). Uma das famílias é membro da flora ibérica.

## Posicionamento
- clado das asterídeas (em inglês, "asterids")
  - ordem Cornales
  - ordem Ericales
  - clado das lamiídeas ou euasterídeas I (em inglês, "euasterids I" ou "lamiids")
    - família Boraginaceae—colocada sem ordem
    - família Icacinaceae—colocada sem ordem
    - família Metteniusaceae—colocada sem ordem
    - família Oncothecaceae—colocada sem ordem
    - família Vahliaceae—colocada sem ordem
    - ordem Garryales
    - ordem Gentianales
    - ordem Lamiales
    -  ordem Solanales

  -  clado das campanulídeas ou euasterídeas II (em inglês, "euasterids II" ou "campanulids")
    - ordem Apiales
    - ordem Aquifoliales
    - ordem Asterales
    - ordem Bruniales
    - ordem Dipsacales
    - ordem Escalloniales
    -  ordem Paracryphiales

## Famílias
Segundo o Angiosperm Phylogeny Website, as famílias são:
- - Cornaceae Bercht. & J.Presl (incluye Nyssaceae Juss. ex Dumort.)
  - Curtisiaceae Takht.
  - Grubbiaceae Endl. ex Meisn.
  - Hydrangeaceae Dumort.
  - Hydrostachyaceae Engl.
  - Loasaceae Juss.

No sistema APG III, a circunscrição é a mesma.
No sistema APG II, a circunscrição é a mesma, com a inclusão opcional da família Nyssaceae juntamente com a família Cornaceae.
No sistema APG, a circunscrição é a seguinte:
- Cornaceae (podendo incluir Nyssaceae)
- Grubbiaceae
- Hydrangeaceae
- Hydrostachyaceae
- Loasaceae

## Sinónimos
- Hortensiales Griseb.
- Hydrangeales Nakai
- Hydrostachyales Diels ex Reveal
- Loasales Bessey